# Ирншоу, Самуэль
Самуэль Ирншоу (англ. Samuel Earnshaw, 1 февраля 1805, Шеффилд, Королевство Англия — 6 декабря 1888, Шеффилд, Королевство Англия) — английский священник, математик и физик. Опубликовал несколько статей и книг по физике и математике, а также несколько богословских трактатов и проповедей. Работал и жил в Кембридже и Шеффилде.
Известен главным образом своим вкладом в теоретическую физику, и более всего, названной его именем теоремой Ирншоу о неустойчивости равновесия конфигурации точечных зарядов (формулировка и доказательство содержатся в статье «On the nature of the molecular forces which regulate the constitution of the luminiferous ether» — Trans. Cambridge Philosophical Society, 1837—1846).